# Anastrophyllum plagiochiloides
Anastrophyllum plagiochiloides là một loài rêu trong họ Anastrophyllaceae. Loài này được Inoue & Gradst. mô tả khoa học đầu tiên năm 1988.